# Polymorphus phippsi
Polymorphus phippsi is een soort in de taxonomische indeling van de Acanthocephala (haakwormen). De worm wordt meestal 1 tot 2 cm lang. Ze komen algemeen voor in het maag-darmstelsel van ongewervelden, vissen, amfibieën, vogels en zoogdieren.
De haakworm komt uit het geslacht Polymorphus en behoort tot de familie Polymorphidae. Polymorphus phippsi werd in 1922 beschreven door Kostylev.